# The Real Group
The Real Group est un groupe suédois de jazz a cappella créé en 1984. 
Le répertoire du groupe comporte des compositions originales et des arrangements personnels de standards du jazz, de morceaux traditionnels ou populaires. Le groupe chante principalement en anglais et en suédois et cite le chanteur américain Bobby McFerrin comme source d'inspiration,.

## Contexte

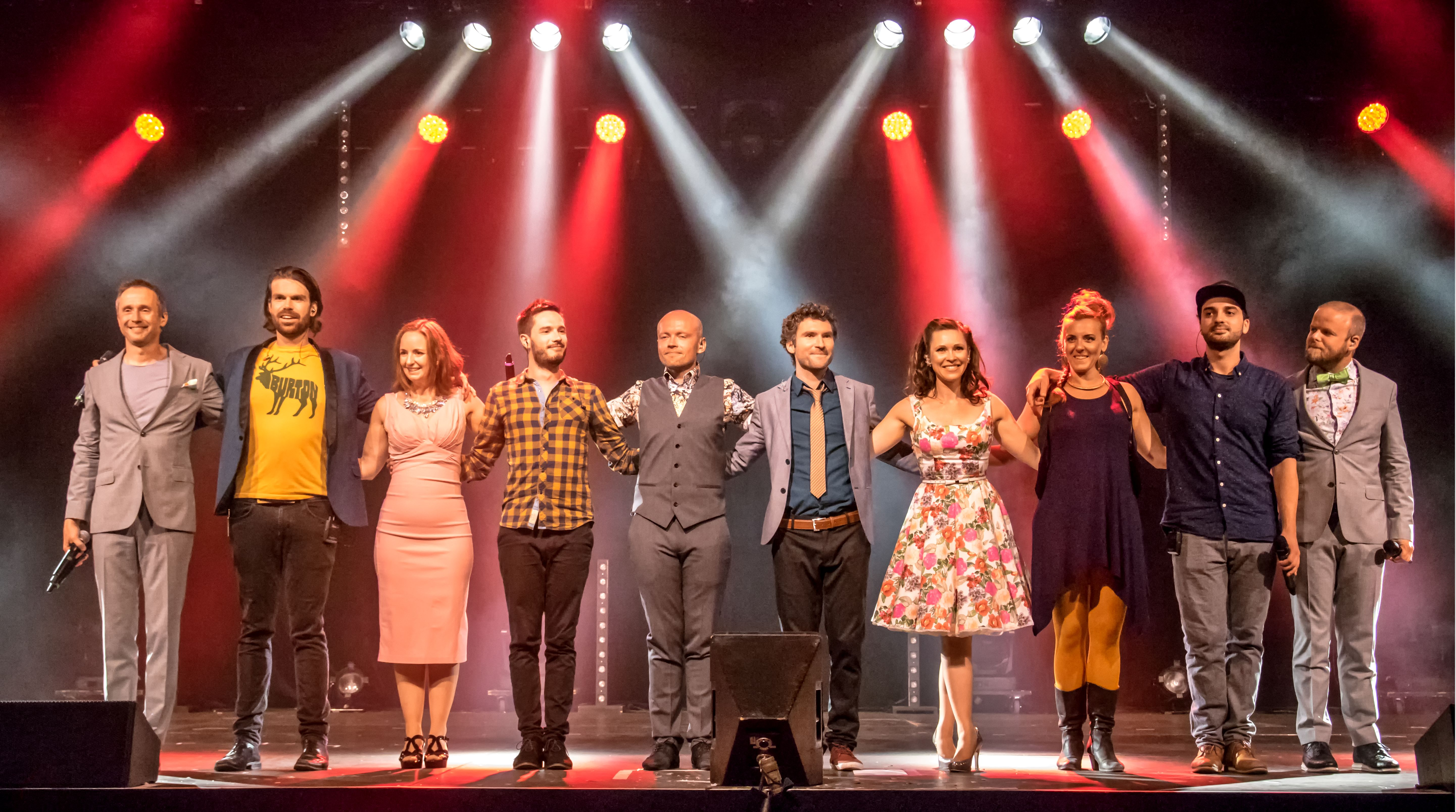
The Real Group avec Unduzo au Zelt-Musik-Festival 2016 à Freiburg, Allemagne

Le Real Group a été formé en 1984, ses membres étaient alors étudiants au Royal College of Music de Stockholm. Tous ont fréquenté l'école de musique d'Adolf Fredrik. 
The Real Group a donné plus de 2 000 concerts dans le monde. En 2002, il se produit lors de la cérémonie d'ouverture de la Coupe du Monde de la FIFA à Séoul, en Corée du Sud, devant 60 000 spectateurs. Le 22 décembre 1993, pour commémorer le cinquantième anniversaire de la reine Silvia de Suède, The Real Group accompagne Anni-Frid Lyngstad  (ABBA) pour une reprise de Dancing Queen utilisant l'arrangement a cappella sorti sur l'album Varför får man inte bara vara som man är.

## Membres
Membres actuels
- Emma Nilsdotter (soprano)
- Lisa Östergren (alto)
- Anders Edenroth (ténor)
- Anton Forsberg (baryton)
- Jānis Strazdiņš (basse)

Anciens membres permanents
- Margareta Bengtson (soprano, 1984-2008)
- Katarina Henryson (alto, 1984-2016)
- Peder Karlsson (baryton, 1984-2010)
- Morten Vinther (baryton, 2010-2020)
- Anders Jalkéus (basse, 1984-2015)

Anciens participants ponctuels
Le groupe a également bénéficié de participations ponctuelles d'autres chanteuses  :
- Kerstin Ryhed Lundin (soprano, remplacements ponctuels en 2010 et 2012)
- Johanna Nyström  (alto, remplacements ponctuels entre 1996 et 2000, puis en 2006)
- Jeanette Köhn (alto, remplacements ponctuels en 1993)

Ingénieurs du son
Le groupe est également accompagné d'un ingénieur du son live. Ce rôle est occupé depuis 2015 par Linnéa Carell-Brunnberg, qui a pris la suite de Jan Apelholm (1986-2015).

## Discographie
| Date de sortie    | Titre                                     | Label          | Remarques |
| ----------------- | ----------------------------------------- | -------------- | --- |
| 1987              | Début                                     | Caprice        | Treize titres, trois en suédois et le reste en anglais. Enregistré avec seulement deux microphones sur bande 2 pistes, où les chanteurs ajustaient l'équilibre en contrôlant leur distance par rapport au microphone,. |
| 1989              | Nothing But the Real Group                | Caprice        | Douze titres, tous en anglais |
| 1991              | Röster                                    | Caprice        | Douze titres, tous en suédois |
| 1994              | Varför får man inte bara vara som man är? |                | Compilation originellement destinée au marché européen |
| 1994              | Unreal!                                   | Town Crier     | Compilation originellement destinée au marché américain. Quatorze pistes : dix en anglais, deux en suédois, deux sans paroles. |
| 1996              | Ori:ginal                                 |                | Douze titres, tous en suédois |
| 1996              | Get:real                                  |                | Treize titres, douze en anglais et un en suédois. Il s'agit principalement de reprises, avec quelques comme A Cappella In Acapulco et A Child Is Born. |
| 19 mars 1996      | Live in Stockholm                         | Town Crier     | Sorti en Suède sous le titre jazz: live. Dix titres en anglais, un en suédois, un sans paroles. |
| 1997              | En riktig jul                             |                | Le titre signifie Un vrai Noël en suédois. Treize titres, tous en suédois. |
| 1998              | One for All                               |                | Seize morceaux, un en suédois, accompagné de Toots Thielemans à l'harmonica. |
| 2000              | Commonly Unique                           | Gazell Records | Treize titres, tous en anglais. |
| 2002              | Stämning                                  | Virgin         | Vingt-deux titres, tous en suédois. Chansons folkloriques suédoises enregistrées sans overdubbing et dirigées par Eric Ericson. |
| 2003              | Julen er her                              |                | Le titre signifie Noël est là en norvégien. Quinze titres : trois en anglais, neuf en suédois, deux en norvégien, un sans paroles. |
| 12 juin 2003      | The Real Thing                            | Dreambeat      | Treize titres: 5 en suédois, le reste en anglais. Deux morceaux inédits : une version réenregistrée de Dancing Queen et Song from the Snow créée pour un film coréen. |
| 2005              | In the Middle of Life                     | Virgin         | Treize morceaux: douze en anglais et un sans paroles. La version du marché coréen contient deux pistes supplémentaires en anglais. |
| 25 juin 2008      | Håll musiken i gång                       | EMI            | Neuf titres, tous en suédois, trois déjà sortis. Cet album est un hommage à l'artiste suédois Povel Ramel, fan de The Real Group et vice versa. Le Real Group a reçu en 2002 la Karamelodiktstipendiet , une bourse financée par Ramel. Le dernier morceau, Konditori Forgätmigej, a été écrit par Anders Edenroth dans le style de Povel. Margareta Bengtson a rejoint le groupe en studio pour enregistrer cet album. |
| 16 septembre 2009 | The Real Album                            | Lionheart      | Douze titres : dix en anglais et deux sans paroles. |
| 2012              | The World for Christmas                   | Universal      | Treize morceaux : sept en anglais, quatre en suédois et deux sans paroles. Il contient Le monde pour Noël composé et arrangé par Anders Edenroth. |
| 2013              | Live in Japan                             |                | Quinze morceaux: dix en anglais, cinq sans paroles. Enregistré live en avril 2013 au Billboard Jazz Club à Osaka et Tokyo. Deux chansons, Catching the Big Fish et Lucky Luke, ont été composées par Morten Vinther Sørensen. |
| 1er décembre 2017 | Éléments                                  |                | 16 titres : treize en anglais, deux en suédois et un en letton. |
| 4 septembre 2018  | Friendship                                |                | 11 pistes. Coproduction avec Kicks & Sticks (Orchestre des jeunes de l'État de Hesse). |

## Prix et distinctions
- Prix de l'enregistrement contemporain A Cappella (CARA):
  - 1995 - Meilleure couverture contemporaine : Dancing Queen dans Varför får man inte bara vara som man är
  - 1995 - Meilleure chanson de jazz : Flight of the Foo-Birds dans Varför får man inte bara vara som man är
  - 1996 - Meilleure chanteuse : Margareta Bengtson
  - 1997 - Album Live de l'année : Live à Stockholm
  - 1997 - Meilleure chanson pop originale : Jag Vill Va Med Dig
  - 1997 - Meilleure chanson de jazz : Waltz for Debby
  - 1997 - Meilleure chanteuse : Margareta Bengtson
  - 1998 - Meilleur album de Noël : En riktig jul
  - 2003 - Meilleur album classique: Stämning
  - 2003 - Finaliste de la meilleure chanson classique : En vänlig grönskas rika dräkt dans Stämning
  - 2004 - Meilleur album de Noël : Julen er her
  - 2004 - Meilleure chanson de Noël : Hark, the Herald Angels Sing dans Julen er her
- Autres récompenses :
  - 2002 - Karamelodiktstipendiet (prix annuel décerné à un artiste suédois par Povel Ramel).